# Artiom Bogutjarskij
Artiom Genadievitj Bogutjarskij (ryska: Артём Генадьевич Богучарский), född 14 augusti 1989 i Moskva i dåvarande Sovjetunionen, är en rysk skådespelare som började som barnskådespelare. Han spelade Volodja i Lukas Moodyssons film Lilja 4-ever (2002), och nominerades till en Guldbagge för bästa manliga huvudroll för rollen.
År 2009 tog han examen vid det ryska teateruniversitet (GITIS). Samma år började han spela i teatern «Glas» i Moskva. Bogutjarskij har fortsatt agera på teater, film och tv.